# Tel Aviv Open 1980
Il Tel Aviv Open 1980 è stato un torneo di tennis giocato sul cemento. È stata la 2ª edizione del torneo, che fa parte del Volvo Grand Prix 1980. Si è giocato al Israel Tennis Centers di Ramat HaSharon vicino a Tel Aviv in Israele dal 6 al 12 ottobre 1980.

## Campioni

### Singolare maschile
Harold Solomon ha battuto in finale  Shlomo Glickstein con il punteggio di 6–2, 6–3

### Doppio maschile
Per Hjertquist /  Steve Krulevitz hanno battuto in finale  Eric Fromm /  Cary Leeds con il punteggio di 7–6, 6–3